# Elisa Soriano Fisher

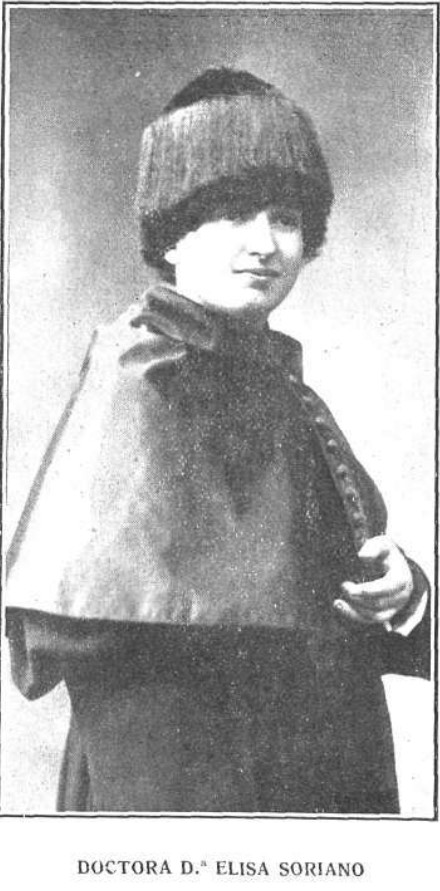
Elisa Soriano Fisher, 18. Juni 1919

Elisa Soriano Fisher (* 22. Oktober 1891 in Madrid; † 3. Dezember 1964 ebenda) war eine spanische Augenärztin und Hochschullehrerin. Sie hatte zahlreiche öffentliche Ämter in der Verwaltung des Gesundheits- und Sozialsystems in Madrid inne und war Mitbegründerin der Asociación Nacional de Mujeres Españolas (ANME) und führte den Vorsitz der Juventud Universitaria Femenina (JUF). Sie gilt als eine der führenden Persönlichkeiten beim Kampf um das allgemeine Wahlrecht und des Feminismus in den 1920er und 1930er Jahren bis zum Ausbruch des Spanischen Bürgerkriegs.

## Leben
Elisa Soriano wurde am 22. Oktober 1891 in Madrid als Tochter von Enriqueta Fischer, die starb, bevor Elisa fünf Jahre alt war, und José Soriano Surroca (1865–1938), einem Gynäkologen aus Madrid, geboren. Bis zu ihrem 13. Lebensjahr besuchte sie die Schule San Luis de los Franceses in der spanischen Hauptstadt und setzte dann ihre Ausbildung am Instituto General y Técnico in Guadalajara fort. Sie begann ihre Ausbildung als Lehrerin an der Escuela Normal Superior de Maestras, wo sie 1912 den Grado Superior de Maestra de Primera Enseñanza mit einer hervorragenden Note erhielt. Ein Jahr später arbeitete sie als Sekretärin des Regulierungsausschusses der Caja de Soccorros („Unterstützungsfonds“) und wurde Mitglied des Comité Femenino de Higiene Popular de Madrid.
Nachdem 1914 Frauen der Zugang zur Universität möglich war, schrieb sich Soriano in Medizin ein und wurde so zu einer der ersten spanischen Frauen, die Zugang zu einer höheren Ausbildung erhielten. Obwohl sie die einzige Frau in der Abschlussklasse war, wurde sie von Sebastián Recasens, dem Dekan der medizinischen und gynäkologischen Fakultät, unterstützt. Sie entschied sich für das Fachgebiet Augenheilkunde, in dem auch Trinidad Arroyo, eine der drei in der Hauptstadt praktizierenden Frauen, tätig war. Im Jahr 1915 arbeitete sie als Assistentin der Inspektion der medizinischen Schulen in Madrid, und ein Jahr später war sie die erste Frau, die sich als Internatsschülerin bei der Beneficencia Provincial der Stadt Madrid bewarb. Außerdem war sie stellvertretende Sekretärin in der Schulaufsicht. 1918 schloss sie ihr Medizinstudium an der Universidad Central de Madrid ab und promovierte 1919 mit einer Arbeit über Augentumore.
Soriano begann eine doppelte berufliche Laufbahn, die sie ihr ganzes Leben lang beibehielt. Sie verband die Augenheilkunde, die sie in verschiedenen öffentlichen Einrichtungen sowie karitativ an der Real Policlínica del Socorro in Madrid und in einer Privatpraxis ausübte, mit der Lehrtätigkeit in Hygiene, Physiologie und Anatomie als Professorin an der Escuela Normal Central de Maestras. Sie nahm an mehreren Kongressen teil und wurde Mitglied des Zweiten Internationalen Kongresses für Verwaltungswissenschaften, wo sie zusammen mit der Schriftstellerin Blanca de los Ríos und der Dichterin Sofía Casanova einen Vortrag zum Thema „Das Internationale Rote Kreuz in Frieden und Krieg“ hielt.
Im Jahr 1921 wurde Soriano als erste spanische Frau in ein offizielles Amt eines Krankenhauses berufen. Die Zeitschrift Redención, eine der ersten feministischen Zeitschriften Spaniens, griff die Nachricht auf: „Frau Doktor Soriano hat die Ehre, die erste Frau zu sein, die ein offizielles Amt im Krankenhaus bekleidet [...] Die Juventud Universitaria Feminista (JUF) kann stolz darauf sein, eine junge Frau mit solch herausragenden Qualitäten, wie sie Frau Soriano auszeichnen, als Präsidentin zu haben“. Auch der Redakteur der Zeitschrift El Monitor Sanitario, Luis Ortega Morejón, stellte ihre Biografie vor und konstatierte „ihre Fähigkeiten, ihre Ausbildung, Intelligenz und Energie“, mit denen sie trotz schwieriger Rahmenbedingungen ihre Aufgaben jederzeit erfülle. Sie sei „unabhängig, frei, würdevoll und energisch, mit einer sehr ausgeglichenen Seele, die sich mancher Mann für sich selbst wünschen würde“.
1927 wurde Soriano, die bereits Mitglied der Internationalen Vereinigung der Ärztinnen war, von der Ärztin und Feministin Kate Campbell Hurd-Mead, der Präsidentin der Medical Women International Association (MWIA), in einem Artikel, den sie nach einem Besuch in Spanien schrieb, namentlich genannt. Darüber hinaus bestand Soriano die Aufnahmeprüfungen und erhielt einen Platz im medizinischen Korps der zivilen Marine und war auch dort die erste Frau. Sie arbeitete ein ganzes Jahr lang als medizinische Inspektorin auf zwei Passagierlinien, die die Route nach Südamerika befuhren.
Nach dem Bürgerkrieg arbeitete Elisa Soriano weiter als Professorin und Kinderaugenärztin und setzte sich aktiv für literarische und kulturelle Veranstaltungen ein. Im Jahr 1962, zwei Jahre vor ihrem Tod, erhielt sie die Medalla de la Ciudad de Madrid.

## Feminismus
Soriano wurde nach dem Weltkrieg Mitglied zahlreicher feministischer Gruppen und gehörte zu den führenden Persönlichkeiten der spanischen Frauenverbände jener Zeit. Sie äußerte als Motivation, dass sie zeigen wollte, dass Frauen „nicht das schwächere Geschlecht sind und nicht von einem patriarchalischen System abhängen“.
Am 20. Oktober 1918 gründete eine Gruppe von Frauen die Asociación Nacional de Mujeres Españolas (ANME). Zu der Gruppe gehörten neben Soriano Fisher Consuelo González Ramos, Benita Asas, Clara Campoamor, María de Maeztu, Julia Peguero Sanz und Victoria Kent.
Die ANME war eine klassenübergreifende, nicht ideologische Organisation. Ihre Ziele waren die Gleichberechtigung der Frauen, insbesondere in Bezug auf das politische Wahlrecht, die Wahl zu Ämtern, die Zusammensetzung der Gerichte, das Familienleben, der Zugang zu freien Berufen und die finanzielle Entlohnung der Arbeit. Sie setzte sich auch für die Bekämpfung der Prostitution, die Einrichtung von Schulen für Hausangestellte und Kinder berufstätiger Frauen, den Schutz des Stillens und die Anprangerung von Kindesmissbrauch ein. Zu den ersten Maßnahmen der ANME gehörte, die fünfzig ihrer ärmsten Mitgliedern für einen Lohn von 4,0 Peseten (anstelle der normalerweise gezahlten 1,75 oder 2,25 Peseten) zur Herstellung von Kleidung für die Armee zu beschäftigen. Die ANME gab von 1921 bis 1936 eine Zeitung, Mundo femenino, heraus, die als offizielles Organ diente. Die Vereinigung wurde nie von politischen Parteien oder der Kirche unterstützt, sie finanzierte sich aus den Beiträgen ihrer Mitglieder.
1919 wurde Soriano Mitglied des Consejo Supremo Feminista de España (CSFE), in dem sich fünf feministische Vereinigungen koordinierten: neben der ANME waren dies die Sociedad Progresiva Femenina, die Liga Española para el Progreso de la Mujer, die Sociedad Concepción Arenal de Valencia und die Asociación La Mujer del Porvenir de Barcelona.
Die ANME förderte die Gründung der Juventud Universitaria Feminista (JUF) unter der Leitung von Soriano, Maeztu und Campoamor mit dem Ziel, durch die Beteiligung an internationalen Frauenorganisationen Verbindungen zu ausländischen feministischen Gruppen herzustellen. Die Statuten der JUF wurden in der Zeitschrift Redención veröffentlicht und enthielten das Hauptziel der Vereinigung: „dass Frauen durch das Studium eines Berufes die gleichen Positionen wie Männer erlangen können, wenn sie sie aufgrund ihrer Intelligenz verdienen“. Soriano setzte einen offiziellen Status als Universitätsorganisation durch, um bei spezifischen feministischen Aktionen an der Universität und auf Kongressen einen eigenen Beitrag zu haben. Zwei Jahre später wurde Soriano auf der Generalversammlung der Junta General de la Asociación Nacional de Mujeres Españolas in den dortigen Vorstand gewählt.
Soriano engagierte sich umfänglich im Rahmen der JUF für die erste Generation spanischer Studentinnen und auf internationaler Ebene. Im Juni 1920 nahm Soriano als spanische Delegierte für die Madrider Universitätsjugend an einem internationalen Kongress in Genf teil, der auf Initiative der International Alliance of Women stattfand. Dieser Kongress war ein wichtiger Schritt in Richtung Frauenwahlrecht. Die Bedeutung der JUF zeigte sich im Oktober 1921 mit einer Audienz beim König.
1928 trennten sich jedoch die Wege der JUF und Soriano, als diese in das medizinische Korps der zivilen Marine berufen wurde. Soriano gründete 1928 mit anderen wie Trinidad Arroyo und Concepción Aleixandre die Asociación de Médicas Españolas (AME). Die AME war mit der Medical Women’s International Association verbunden, einer Bewegung, die 1919 in den Vereinigten Staaten gegründet worden war und sich auf den Rest der Welt ausgebreitet hatte. Die AME teilte die Ziele der MWIA, Ärztinnen beruflich zu schützen und die Gesundheit von Frauen und Kindern zu verbessern. Die AME wurde nach dem Spanischen Bürgerkrieg eingefroren und erst 1965, in den letzten Jahren des Franco-Regimes, wiederbelebt.
Soriano war Mitglied des Lyceum Club Femenino, wo sie Beziehungen zu intellektuellen und prominenten Frauen der damaligen Zeit unterhielt. Zu ihren Freundinnen gehörten auch Julia Peguero Sanz und Clara Campoamor, mit der sie auch während der Franco-Zeit befreundet blieb. Als Campoamor heimlich nach Spanien zurückkehrte, wohnte sie in Sorianos Haus.

## Werke (Auswahl)
Aus der Fülle der in Fachzeitschriften wie La Medicina Social Española und El Siglo Médico veröffentlichten Arbeiten ragen die folgenden Artikel heraus:
- “¿Por qué no se extiende más en España el estudiar la mujer la Medicina?”
- “La mujer española ante los acontecimientos actuales”
- “La casa de los niños”
- “La higiene y la mujer”
- “Desde Guadarrama”
- “Las mujeres españolas”
- “El tracoma en Vallehermoso”
- “Protección económica a la mujer”
- “La higiene y la moda”
- “Contribución al estudio de los tumores malignos de la órbita”